# Примож (Севниця)
Примож (словен. Primož) — поселення в общині Севниця, Споднєпосавський регіон, Словенія. Висота над рівнем моря: 536,7 м.